# الجبجب

تعديل مصدري - تعديل

الجبجب هي إحدى حارات حي الظهار بمدينة إب اليمنية، بلغ تعداد سكانها 196 نسمة حسب تعداد اليمن لعام 2004.